# Emerich K. Francis
Emerich Klaus Francis, geborener Emerich Franzis (* 27. Juni 1906 in Gablonz, Böhmen, Österreich-Ungarn; † 14. Januar 1994) war ein gebürtiger Deutschböhme aus dem Kaiserreich Österreich-Ungarn und nach seiner Auswanderung in die USA ein US-amerikanischer Soziologe. Er beschäftigte sich hauptsächlich mit ethnischen Minderheiten und religiösen Gruppen, vor der Emigration mit praktisch-politischer Absicht als Deutscher und nach dem Zweiten Weltkrieg theoretisch und mit wissenschaftlicher Distanz.

## Leben
Weil Francis in Innsbruck aufwuchs, konnte er auch nach der Auflösung der österreichisch-ungarischen Doppelmonarchie (zu der sein böhmischer Geburtsort gehört hatte) österreichischer Staatsbürger bleiben. Nach der Matura studierte er zwei Semester Jura in Innsbruck und ging 1926 nach Prag. Dort studierte er Germanistik, Philosophie, Pädagogik, Psychologie, Volkskunde und Geschichte. Außerdem schloss er sich dem Hochschulbund des Staffelstein an, einer katholisch-elitären, volksdeutsch ausgerichteten, antidemokratischen Vereinigung, die den tschechoslowakischen Nationalstaat ablehnte. Francis verleugnete in diesen Jahren seine jüdische Abstammung durch ein ausgeprägtes katholisches und deutschnationales Bekenntnis. 1930 promovierte er mit einer Arbeit über den pädagogischen Gehalt im Werk Bernard Bolzanos. Anschließend hatte er bis 1933 eine Assistentenstelle am Deutschen Institut für Auslandkunde in Münster. Danach kehrte Francis nach Österreich zurück und arbeitete bis 1939 als Chefredakteur der katholischen Volkszeitung in Warnsdorf. Als Francis 1939 seine jüdische Abstammung nicht mehr kaschieren konnte, flüchtete er über Südtirol nach Großbritannien.
Dort lebte er zurückgezogen in einem Benediktinerkloster, bis er 1940 (wie die meisten deutschstämmigen Zivilisten) als Enemy Alien inhaftiert wurde. Bald darauf schob man ihn in die kanadische Provinz Manitoba ab, wo er 1942 als landwirtschaftlicher Arbeiter frei gelassen wurde. Francis zog um und arbeitete in Winnipeg als Schriftsetzer und machte sich zudem in seiner Freizeit mit der englischen Sprache und später auch der angloamerikanischen Sozialwissenschaft vertraut. Von 1945 bis 1947 erforschte er im Auftrag der Manitoba Historical Society die Geschichte der Mennoniten in Manitoba. Über die Historische Gesellschaft bekam er Kontakt zur University of Manitoba. Dort unterrichtete er von 1945 bis 1947 deutsche Sprache und Literatur und war außerdem Hochschulassistent für Soziologie. Schon 1947 wurde er Assistenzprofessor an der katholischen University of Notre Dame in Southbend (US-Bundesstaat Indiana). 1950 wurde er dort außerordentlicher Professor und 1954 ordentlicher Professor für Soziologie.
1954 wurde Francis die US-amerikanische Staatsbürgerschaft zuerkannt und er besuchte erstmals nach Kriegsende Europa. In den beiden folgenden Jahren übernahm er Gastprofessuren in München und Innsbruck. Ab 1955 bewarb sich Francis auf den neu eingerichteten soziologischen Lehrstuhl an der Universität München, konnte dort aber erst 1958 nach langen hochschulpolitischen Querelen und einem landespolitischen Regierungswechsel tätig werden. Bis zur endgültigen Berufung Francis’ hatte Alfred von Martin den Münchner Lehrstuhl verwaltet. Zusätzlich wurde Francis ab 1969 Honorarprofessor an der Universität Innsbruck. 1974 wurde er in München emeritiert.
Wie vor 1939 seine jüdische Herkunft, kaschierte Francis nach dem Zweiten Weltkrieg seine deutsch-nationale und bündische Vergangenheit.

## Werk
In seinem soziologischen Werk blieb Francis seinen frühen Themen treu, die er aber nach der Emigration kritisch wendete: Volk, Nation, Minderheit. Außerdem befasste er sich mit Themen, die in Beziehung zu seiner Lebensgeschichte stehen: Migration, Flucht, Exil, Emigration. Zudem schrieb er eines der ersten soziologischen Lehrbücher in der Bundesrepublik Deutschland. Darin präsentierte er (noch als Professor der University of Notre Dame) die Grundzüge der empirischen „amerikanischen“ Soziologe.

## Zitate

### Vor der Emigration
Das deutsche Volk sei auch künftig herausgefordert, seine zuletzt 1918 gewaltsam unterbrochene Erzieher- und Pionierarbeit wieder aufzunehmen, die von dem heiligen Bewußtsein geleitet ist (und müsse wissen), daß das schwersten Dienst am Völkergewirr des Ostens bedeutet.

### Nach der Emigration
Völker sind also dynamische Systeme sozialen Handelns genau so wie alle anderen Typen sozialer Gebilde. Sie sind dem unaufhörlichen Zerfall und Wiederaufbau unterworfen. Entvolkung, Umvolkung, Assimilation, Volkstumswandel und Volkstumswechsel - das alles sind, namentlich an Grenzen, alltägliche Erscheinungen. Sie sind jedenfalls die unvermeidliche Folge von Wanderungen, Eroberungen, Gebietsabtrennungen oder staatlichen Neubildungen.

## Schriften (Auswahl)
- Bernard Bolzano. Der pädagogische Gehalt seiner Lehre, zugleich ein Beitrag zur Geistesgeschichte des ostmitteleuropäischen Raumes. 1933.
- In Search of Utopia. The Mennonites in Manitoba. 1955.
- Wissenschaftliche Grundlagen soziologischen Denkens. 2. Auflage. Francke, Bern/München 1960. (Erste Auflage 1957)
- Ethnos und Demos. Soziologische Beiträge zur Volkstheorie. Duncker & Humblot, Berlin 1965.
- Interethnic Relations. An Essay in Sociological Theory. 1976.